# Ectropothecium perrotii
Ectropothecium perrotii là một loài Rêu trong họ Hypnaceae. Loài này được Renauld & Cardot mô tả khoa học đầu tiên năm 1897.